# Johannes Wild (Politiker)
Johannes Wild (* 25. April 1790 in Wolfhausen bei Bubikon; † 9. April 1853 in Wald ZH) war ein Schweizer Politiker und Industrieller. Von 1848 bis 1849 gehörte er dem Nationalrat an.
Der Sohn eines Baumwollfabrikanten arbeitete in seiner Jugend in der elterlichen Fabrik in Bubikon. Später etablierte er sich als eigenständiger Fabrikant. In der Zürcher Gemeinde Wald besass er zwei Spinnereien und eine Weberei. Zusammen mit seinem Schwager gründete er 1837 in Baden eine mechanische Spinnerei, neun Jahre später kam in Wettingen eine weitere Spinnerei hinzu. Wild gehörte zu den bedeutendsten Industriellen im Kanton Zürich, später verkaufte er die Werke in Wald. Von 1831 bis 1839 sowie von 1842 bis 1846 sass er im Zürcher Kantonsrat. Wild kandidierte 1848 bei den ersten Nationalratswahlen mit Erfolg im Wahlkreis Zürich Süd. Er folgte der Linie Alfred Eschers, trat ansonsten wenig in Erscheinung und gab nach knapp einem Jahr seinen Rücktritt bekannt.